# Ji Il-joo
Dans ce nom coréen, le nom de famille, Ji , précède le nom personnel.
Ji Il-joo (hangeul : 지일주 ; RR : Ji Il-ju ; MR : Chi Ilchu) est un acteur sud-coréen, né le 7 novembre 1985 à Séoul.
Il se fait connaître dans les séries télévisées grâce au rôle de Ko Doo-young dans Hello, My Twenties (2016), et de Jo Tae-kwon dans Weightlifting Fairy Kim Bok-joo (2016).

## Biographie
Ji Il-joo naît le 7 novembre 1985 à Séoul.
En 2007, il apparaît pour la première fois à la télévision, dans la série télévisée Miwoona Gowoona (미우나 고우나).
En 2018, il réalise son premier film indépendant Chang-gan-ho (창간호), en tant que réalisateur, producteur, scénariste et acteur,,.

## Filmographie
NOTE : Les titres en romanisation révisée, à l'heure actuelle, ne sont ni sortis ni traduits dans les pays francophones.

### Cinéma

#### Longs métrages
- 2008 : Sunny (님은 먼곳에) de Lee Joon-ik : un jeune soldat (non crédité)
- 2008 : Sin-gi-jeon (신기전) de Kim Yoo-jin : le pharmacien
- 2008 : Antique (서양 골동 양과자점 앤티크) de Min Gyoo-dong : un homosexuel
- 2010 : Goo-reu-meul Beo-eo-nan Dal-cheo-reom (신기전) de Lee Joon-ik : un érudit confucéen
- 2011 : Geu-leo-beu (글러브) de Kang Woo-seok : Oh Cheol-jin
- 2013 : Aeng-doo-ya, yeon-ae-ha-ja (앵두야, 연애하자) de Jeong Ha-rin : Kim Yoo-sin
- 2019 : Chang-gan-ho (창간호) de lui-même : Yoo-han
- 2019 : O-man (오만) de lui-même : Park Hyeon-woo
- 2019 : Crazy Romance (가장 보통의 연애) de Kim Han-gyeol : Dong-Hwa
- 2019 : Neo-eui yeo-ja-chin-gu (너의 여자친구) de Lee Jang-hee : Hwi-so
- 2020 : Dragon Inn Part 1: The City of Sadness (용루각: 비정도시) de Choi Sang-hoon : Cheol-min
- 2020 : Dragon Inn Part 2: The Night of the Gods (용루각2-신들의 밤) de Choi Sang-hoon : Cheol-min
- 2020 : Deo-beul-pae-ti (더블패티) de Paek Seung-hwan : un solitaire sans pouvoir (caméo)
- 2022 : Gangnam Zombie (강남좀비) de Lee Soo-sung : Hyeon-seok

### Télévision

#### Séries télévisées
- 2007 : Miwoona Gowoona (미우나 고우나)
- 2008 : On Eeo (온 에어) : le manager de Lee Hyo-ri
- 2008 : Women in the Sun (태양의 여자) : Bong Sang-goo
- 2009 : Ja Myung Go (자명고) : Jeom So-i
- 2009 : Jeong Yak-yong (조선추리활극 정약용) : Seo In
- 2010 : OB and GY (산부인과) (caméo)
- 2010 : My Girlfriend is a Gumiho (내 여자친구는 구미호)
- 2012 : Monster (몬스터) : Yoo Si-joon
- 2012 : Gol-deun-ta-im (골든타임) : Yoo Kang-jin
- 2013 : Samsaengi (TV소설 삼생이) : Oh Ji-seong
- 2013 : Basketball (빠스껫볼) : Lee Hong-gi
- 2014 : Hotel King (호텔킹) : Jin Jeong-han (32 épisodes)
- 2014 : Healer (힐러) : Seo Joon-seok
- 2015 : Yeo-ja-leul wool-lyeo (여자를 울려) : Hwang Kyeong-tae (40 épisodes)
- 2016 : Local Hero (동네의 영웅) : Jin-woo
- 2016 : Dae-bak (대박) : Moo-myeong
- 2016 : Dramaworld (caméo)
- 2016 : Sa-rang-ha-myeon juk-neun yeo-ja bong-soon-i (사랑하면 죽는 여자 봉순이)
- 2016 : Hello, My Twenties (청춘시대) : Ko Doo-yeong (7 épisodes)
- 2016 : Weightlifting Fairy Kim Bok-joo (역도 요정 김복주) : Jo Tae-kwon (16 épisodes)
- 2017 : Gae-in-ju-eui-ja ji-yeong-ssi (개인주의자 지영씨) : Yeon-seok
- 2017 : Su-sang-han pa-teu-neo (수상한 파트너) : Jeon Seong-ho (caméo)
- 2017 : Hello, My Twenties 2 (청춘시대2) (caméo)
- 2017 : A-reu-gon (아르곤) : Park Nam-gyoo (8 épisodes)
- 2017 : So-rang-eui on-do (사랑의 온도) : Kim Joon-ha
- 2017 : Tu-kkap-seu (투깝스) : Kyeong-cheol
- 2018 : Ra-di-o ro-maen-seu (라디오로맨스) : Oh Jin-soo (caméo)
- 2018 : Mi-seu-teu-ri-seu (미스트리스) : Kwon Min-gyoo
- 2018 : Hun-nam-jeong-eum (훈남정음) : Kang Ji-seong
- 2018 : Priest (프리스트) : Kim Joon-ho
- 2019 : Go-go-song (고고송) : Kang Won-hyeong
- 2019 : Kill It (킬잇) : Yoon Jae-hyeon (12 épisodes)
- 2019 : Tae-yang-eui gye-jeol (태양의 계절) : Choi Tae-joon, jeune (caméo)
- 2019 : Jo-seon-hon-dam-gong-jak-so kkot-pa-dang (조선혼담공작소 꽃파당) : Lee Hyeong-gyoo
- 2019 : Cheot-jan-cheo-reom (첫잔처럼) : l'homme de Seo-yeon (caméo)
- 2019 : Ru-wak-in-gan (루왁인간) (caméo)
- 2020 : An-nyeong deu-ra-kyu-la (안녕 드라큘라) : Sang-goo (2 épisodes)
- 2020 : Find Me in Your Memory (그 남자의 기억법) : Ji Hyeon-geun
- 2020 : Once again (한 번 다녀왔습니다) : Cha Yeong-hoon (caméo)
- 2020 : Haeng-bok-eui jin-su (행복의 진수) (caméo)